# David Bisbal/Diskografie
Diese Diskografie ist eine Übersicht über die musikalischen Werke des spanischen Sängers David Bisbal. Den Schallplattenauszeichnungen zufolge hat er bisher mehr als 7,5 Millionen Tonträger verkauft, davon alleine in seiner Heimat über 4,4 Millionen. Seine erfolgreichste Veröffentlichung ist das Debütalbum Corazón latino mit über 1,6 Millionen verkauften Einheiten.

## Alben

### Studioalben
| Jahr | Titel Musiklabel                      | Höchstplatzierung, Gesamtwochen, AuszeichnungChartplatzierungen (Jahr, Titel, Musiklabel, Platzierungen, Wochen, Auszeichnungen, Anmerkungen) | Höchstplatzierung, Gesamtwochen, AuszeichnungChartplatzierungen (Jahr, Titel, Musiklabel, Platzierungen, Wochen, Auszeichnungen, Anmerkungen) | Höchstplatzierung, Gesamtwochen, AuszeichnungChartplatzierungen (Jahr, Titel, Musiklabel, Platzierungen, Wochen, Auszeichnungen, Anmerkungen) | Höchstplatzierung, Gesamtwochen, AuszeichnungChartplatzierungen (Jahr, Titel, Musiklabel, Platzierungen, Wochen, Auszeichnungen, Anmerkungen) | Höchstplatzierung, Gesamtwochen, AuszeichnungChartplatzierungen (Jahr, Titel, Musiklabel, Platzierungen, Wochen, Auszeichnungen, Anmerkungen) | Höchstplatzierung, Gesamtwochen, AuszeichnungChartplatzierungen (Jahr, Titel, Musiklabel, Platzierungen, Wochen, Auszeichnungen, Anmerkungen) | Anmerkungen                                                                                 |
| Jahr | Titel Musiklabel                      | DE | AT | CH | US | Latin | ES | Anmerkungen                                                                                 |
| ---- | ------------------------------------- | --- | --- | --- | --- | --- | --- | ------------------------------------------------------------------------------------------- |
| 2002 | Corazón latino Universal Music Spain  | — | — | — | — | Latin13 Platin · (45 Wo.)Latin | ES1 ×1313-fach-Platin · (119 Wo.)ES | Erstveröffentlichung: 13. Mai 2002                                                          |
| 2004 | Bulería Universal Music Spain         | — | — | CH73 (2 Wo.)CH | — | Latin5 Platin · (25 Wo.)Latin | ES1 ×10Zehnfachplatin · (84 Wo.)ES | Erstveröffentlichung: 10. Februar 2004                                                      |
| 2006 | Premonición Universal Music Spain     | DE41 (9 Wo.)DE | AT27 (8 Wo.)AT | CH26 (16 Wo.)CH | US150 (2 Wo.)US | Latin6 (9 Wo.)Latin | ES1 ×5Fünffachplatin · (104 Wo.)ES | Erstveröffentlichung (ES): 3. Oktober 2006 europaweite Veröffentlichung (DE): 29. Juni 2007 |
| 2009 | Sin mirar atrás Universal Music Spain | — | — | CH81 (2 Wo.)CH | US119 (2 Wo.)US | Latin1 (22 Wo.)Latin | ES1 ×3Dreifachplatin · (94 Wo.)ES | Erstveröffentlichung: 20. Oktober 2009                                                      |
| 2014 | Tú y yo Universal Music Spain         | — | — | — | — | Latin8 (5 Wo.)Latin | ES1 ×3Dreifachplatin · (70 Wo.)ES | Erstveröffentlichung: 16. März 2014                                                         |
| 2016 | Hijos del mar Universal Music Spain   | — | — | — | — | Latin4 (6 Wo.)Latin | ES1 Platin · (74 Wo.)ES | Erstveröffentlichung: 2. Dezember 2016                                                      |
| 2020 | En tus planes Universal Music Spain   | — | — | — | — | — | ES1 Platin · (113 Wo.)ES | Erstveröffentlichung: 3. Januar 2020                                                        |
| 2023 | Me siento vivo Universal Music Spain  | — | — | — | — | — | ES1 Gold · (29 Wo.)ES | Erstveröffentlichung: 28. September 2023                                                    |

grau schraffiert: keine Chartdaten aus diesem Jahr verfügbar

### Livealben
| Jahr | Titel Musiklabel                                             | Höchstplatzierung, Gesamtwochen, AuszeichnungChartplatzierungen (Jahr, Titel, Musiklabel, Platzierungen, Wochen, Auszeichnungen, Anmerkungen) | Höchstplatzierung, Gesamtwochen, AuszeichnungChartplatzierungen (Jahr, Titel, Musiklabel, Platzierungen, Wochen, Auszeichnungen, Anmerkungen) | Höchstplatzierung, Gesamtwochen, AuszeichnungChartplatzierungen (Jahr, Titel, Musiklabel, Platzierungen, Wochen, Auszeichnungen, Anmerkungen) | Höchstplatzierung, Gesamtwochen, AuszeichnungChartplatzierungen (Jahr, Titel, Musiklabel, Platzierungen, Wochen, Auszeichnungen, Anmerkungen) | Höchstplatzierung, Gesamtwochen, AuszeichnungChartplatzierungen (Jahr, Titel, Musiklabel, Platzierungen, Wochen, Auszeichnungen, Anmerkungen) | Höchstplatzierung, Gesamtwochen, AuszeichnungChartplatzierungen (Jahr, Titel, Musiklabel, Platzierungen, Wochen, Auszeichnungen, Anmerkungen) | Anmerkungen                             |
| Jahr | Titel Musiklabel                                             | DE | AT | CH | US | Latin | ES | Anmerkungen                             |
| ---- | ------------------------------------------------------------ | --- | --- | --- | --- | --- | --- | --------------------------------------- |
| 2005 | Todo por ustedes Universal Music Spain                       | — | — | — | — | Latin64 (1 Wo.)Latin | — | Erstveröffentlichung: 29. März 2005     |
| 2007 | Premonición live Universal Music Spain                       | — | — | — | — | — | ES68 (1 Wo.)ES | Erstveröffentlichung: 25. November 2007 |
| 2011 | Acústico – Una noche en el teatro Real Universal Music Spain | — | — | — | — | Latin14 (12 Wo.)Latin | ES45 (21 Wo.)ES | Erstveröffentlichung: 6. Dezember 2011  |
| 2013 | Live at the Royal Albert Hall Universal Music Spain          | — | — | — | — | Latin49 (2 Wo.)Latin | ES28 (2 Wo.)ES | Erstveröffentlichung: 12. Januar 2013   |
| 2023 | Concierto Almería 20 aniversario Universal Music Spain       | — | — | — | — | — | ES5 (5 Wo.)ES | Erstveröffentlichung: 29. Juni 2023     |

### Kompilationen
| Jahr | Titel Musiklabel                      | Höchstplatzierung, Gesamtwochen, AuszeichnungChartplatzierungen (Jahr, Titel, Musiklabel, Platzierungen, Wochen, Auszeichnungen, Anmerkungen) | Höchstplatzierung, Gesamtwochen, AuszeichnungChartplatzierungen (Jahr, Titel, Musiklabel, Platzierungen, Wochen, Auszeichnungen, Anmerkungen) | Höchstplatzierung, Gesamtwochen, AuszeichnungChartplatzierungen (Jahr, Titel, Musiklabel, Platzierungen, Wochen, Auszeichnungen, Anmerkungen) | Höchstplatzierung, Gesamtwochen, AuszeichnungChartplatzierungen (Jahr, Titel, Musiklabel, Platzierungen, Wochen, Auszeichnungen, Anmerkungen) | Höchstplatzierung, Gesamtwochen, AuszeichnungChartplatzierungen (Jahr, Titel, Musiklabel, Platzierungen, Wochen, Auszeichnungen, Anmerkungen) | Höchstplatzierung, Gesamtwochen, AuszeichnungChartplatzierungen (Jahr, Titel, Musiklabel, Platzierungen, Wochen, Auszeichnungen, Anmerkungen) | Anmerkungen                            |
| Jahr | Titel Musiklabel                      | DE | AT | CH | US | Latin | ES | Anmerkungen                            |
| ---- | ------------------------------------- | --- | --- | --- | --- | --- | --- | -------------------------------------- |
| 2006 | David Bisbal Universal Music Spain    | — | — | — | — | — | ES18 (5 Wo.)ES | Erstveröffentlichung: 4. April 2006    |
| 2013 | Romances Universal Music Latino       | — | — | — | — | Latin37 (5 Wo.)Latin | — | Erstveröffentlichung: 29. Januar 2013  |
| 2013 | Lo mejor de … Universal Music Spain   | — | — | — | — | — | ES32 (9 Wo.)ES | Erstveröffentlichung: 2013             |
| 2021 | 20 años contigo Universal Music Spain | — | — | — | — | — | ES2 (8 Wo.)ES | Erstveröffentlichung: 2. Dezember 2021 |

### Weihnachtsalben
| Jahr | Titel Musiklabel                                 | Höchstplatzierung, Gesamtwochen, AuszeichnungChartplatzierungen (Jahr, Titel, Musiklabel, Platzierungen, Wochen, Auszeichnungen, Anmerkungen) | Höchstplatzierung, Gesamtwochen, AuszeichnungChartplatzierungen (Jahr, Titel, Musiklabel, Platzierungen, Wochen, Auszeichnungen, Anmerkungen) | Höchstplatzierung, Gesamtwochen, AuszeichnungChartplatzierungen (Jahr, Titel, Musiklabel, Platzierungen, Wochen, Auszeichnungen, Anmerkungen) | Höchstplatzierung, Gesamtwochen, AuszeichnungChartplatzierungen (Jahr, Titel, Musiklabel, Platzierungen, Wochen, Auszeichnungen, Anmerkungen) | Höchstplatzierung, Gesamtwochen, AuszeichnungChartplatzierungen (Jahr, Titel, Musiklabel, Platzierungen, Wochen, Auszeichnungen, Anmerkungen) | Höchstplatzierung, Gesamtwochen, AuszeichnungChartplatzierungen (Jahr, Titel, Musiklabel, Platzierungen, Wochen, Auszeichnungen, Anmerkungen) | Anmerkungen                             |
| Jahr | Titel Musiklabel                                 | DE | AT | CH | US | Latin | ES | Anmerkungen                             |
| ---- | ------------------------------------------------ | --- | --- | --- | --- | --- | --- | --------------------------------------- |
| 2024 | Todo es posible en navidad Universal Music Spain | — | — | — | — | — | ES1 Gold · (9 Wo.)ES | Erstveröffentlichung: 15. November 2024 |

## Singles

### Als Leadmusiker
| Jahr | Titel Album                                                            | Höchstplatzierung, Gesamtwochen, AuszeichnungChartplatzierungen (Jahr, Titel, Album, Platzierungen, Wochen, Auszeichnungen, Anmerkungen) | Höchstplatzierung, Gesamtwochen, AuszeichnungChartplatzierungen (Jahr, Titel, Album, Platzierungen, Wochen, Auszeichnungen, Anmerkungen) | Höchstplatzierung, Gesamtwochen, AuszeichnungChartplatzierungen (Jahr, Titel, Album, Platzierungen, Wochen, Auszeichnungen, Anmerkungen) | Höchstplatzierung, Gesamtwochen, AuszeichnungChartplatzierungen (Jahr, Titel, Album, Platzierungen, Wochen, Auszeichnungen, Anmerkungen) | Höchstplatzierung, Gesamtwochen, AuszeichnungChartplatzierungen (Jahr, Titel, Album, Platzierungen, Wochen, Auszeichnungen, Anmerkungen) | Anmerkungen                                                              |
| Jahr | Titel Album                                                            | DE | AT | CH | Latin | ES | Anmerkungen                                                              |
| --- | ---------------------------------------------------------------------- | --- | --- | --- | --- | --- | ------------------------------------------------------------------------ |
| 2002 | Ave María Corazón latino                                               | — | — | — | — | ES1 Platin · (16 Wo.)ES | Erstveröffentlichung: 13. Mai 2002                                       |
| 2002 | Lloraré las penas Corazón latino                                       | — | — | — | Latin3 (17 Wo.)Latin | — | Erstveröffentlichung: 22. Juli 2002                                      |
| 2002 | Dígale Corazón latino                                                  | — | — | — | Latin15 (17 Wo.)Latin | ES— PlatinES | Erstveröffentlichung: 11. November 2002                                  |
| 2003 | Quiero perderme en tu cuerpo Corazón latino                            | — | — | — | Latin6 (26 Wo.)Latin | — |                                                                          |
| 2003 | Buleria Bulería                                                        | — | — | — | Latin11 (14 Wo.)Latin | ES1 Gold · (6 Wo.)ES | Erstveröffentlichung: 17. November 2003                                  |
| 2004 | Desnúdate mujer Bulería                                                | — | — | — | Latin6 (12 Wo.)Latin | — | Erstveröffentlichung: 17. Mai 2004                                       |
| 2004 | Camina y ven Bulería                                                   | — | — | — | Latin40 (4 Wo.)Latin | — | Erstveröffentlichung: 2. August 2004                                     |
| 2004 | Esta ausencia Bulería                                                  | — | — | — | Latin7 (26 Wo.)Latin | — | Erstveröffentlichung: 8. November 2004                                   |
| 2005 | Let’s Make History David Bisbal                                        | DE53 (9 Wo.)DE | — | CH45 (11 Wo.)CH | — | — | Erstveröffentlichung: 25. November 2005 feat. Joana Zimmer               |
| 2006 | ¿Quién me iba a decir? Premonición                                     | — | — | — | Latin1 (20 Wo.)Latin | — | Erstveröffentlichung: 31. Juli 2006                                      |
| 2006 | Silencio Premonición                                                   | DE10 (19 Wo.)DE | AT6 (22 Wo.)AT | CH10 (26 Wo.)CH | — | — | Erstveröffentlichung: 20. November 2006                                  |
| 2006 | Amar es lo que quiero Premonición                                      | — | — | — | Latin6 (14 Wo.)Latin | — | Erstveröffentlichung: 11. Dezember 2006                                  |
| 2007 | Torre de Babel Premonición                                             | — | — | — | Latin10 (15 Wo.)Latin | — | Erstveröffentlichung: 12. März 2007 feat. Vicente Amigo & Wisin & Yandel |
| 2009 | Esclavo de sus besos Sin mirar atrás                                   | — | — | — | Latin1 (20 Wo.)Latin | ES1 ×2Doppelplatin · (29 Wo.)ES | Erstveröffentlichung: 3. August 2009                                     |
| 2009 | Mi princesa Sin mirar atrás                                            | — | — | — | Latin35 (8 Wo.)Latin | ES1 Platin · (40 Wo.)ES | Erstveröffentlichung: 16. November 2009                                  |
| 2010 | Sin mirar atrás                                                        | — | — | — | — | ES42 (1 Wo.)ES | Erstveröffentlichung: 5. April 2010                                      |
| 2010 | 24 Horas Sin mirar atrás                                               | — | — | — | Latin27 (7 Wo.)Latin | — | Erstveröffentlichung: 24. Mai 2010 feat. Espinoza Paz                    |
| 2012 | El ruido Acústico – Una noche en el teatro Real                        | — | — | — | Latin38 (12 Wo.)Latin | ES45 (1 Wo.)ES |                                                                          |
| 2012 | Sombra y luz (versión acústica) Acústico – Una noche en el teatro Real | — | — | — | — | ES32 (1 Wo.)ES | Erstveröffentlichung: 9. Februar 2012                                    |
| 2012 | Hasta el final –                                                       | — | — | — | — | ES34 (1 Wo.)ES | Erstveröffentlichung: 7. Dezember 2012                                   |
| 2013 | Para enamorarte de mí Tú y yo                                          | — | — | — | — | ES16 (2 Wo.)ES | Erstveröffentlichung: 30. September 2013                                 |
| 2014 | Diez mil maneras Tú y yo                                               | — | — | — | Latin40 (8 Wo.)Latin | ES1 ×2Doppelplatin + Platin (Streaming) · (28 Wo.)ES                                                                                     | Erstveröffentlichung: 23. Januar 2014                                    |
| 2014 | Tú y yo                                                                | — | — | — | — | ES8 (3 Wo.)ES |                                                                          |
| 2014 | No amanece Tú y yo                                                     | — | — | — | — | ES4 (17 Wo.)ES | Erstveröffentlichung: 20. Mai 2014                                       |
| 2014 | Sí pero no Tú y yo                                                     | — | — | — | — | ES6 (2 Wo.)ES | Erstveröffentlichung: August 2014                                        |
| 2014 | Culpable Tú y yo                                                       | — | — | — | — | ES33 Gold · (3 Wo.)ES | Erstveröffentlichung: September 2014                                     |
| 2014 | Closer Tonight –                                                       | — | — | — | — | ES14 (3 Wo.)ES | Erstveröffentlichung: 16. Dezember 2014 aus der Freixenet-Werbung        |
| 2016 | Me enamoré de ti –                                                     | — | — | — | — | ES13 Gold · (1 Wo.)ES | Erstveröffentlichung: 29. Januar 2016                                    |
| 2016 | Corazón que miente –                                                   | — | — | — | — | ES17 (1 Wo.)ES | Erstveröffentlichung: 5. Februar 2016                                    |
| 2016 | Antes que no Hijos del mar                                             | — | — | — | — | ES18 Platin · (19 Wo.)ES | Erstveröffentlichung: 14. Oktober 2016                                   |
| 2016 | Duele demasiado Hijos del mar                                          | — | — | — | — | — | Erstveröffentlichung: 4. November 2016                                   |
| 2017 | Fiebre Hijos del mar                                                   | — | — | — | — | ES77 Gold · (10 Wo.)ES | Erstveröffentlichung: 24. März 2017                                      |
| 2018 | A partir de hoy En tus planes                                          | — | — | — | Latin— ×2DoppelplatinLatin | ES7 ×4Vierfachplatin · (44 Wo.)ES | Erstveröffentlichung: 15. März 2018 mit Sebastián Yatra                  |
| 2018 | Perdón En tus planes                                                   | — | — | — | Latin— GoldLatin | ES31 ×2Doppelplatin · (26 Wo.)ES | Erstveröffentlichung: 27. September 2018 mit Greeicy                     |
| 2019 | Bésame En tus planes                                                   | — | — | — | — | ES22 ×2Doppelplatin · (32 Wo.)ES | Erstveröffentlichung: 4. Juli 2019 mit Juan Magán                        |
| 2020 | En tus planes                                                          | — | — | — | — | ES78 Gold · (3 Wo.)ES | Erstveröffentlichung: 2. Januar 2020                                     |
| 2020 | Si tú la quieres En tus planes                                         | — | — | — | — | ES13 ×4Vierfachplatin · (58 Wo.)ES | Erstveröffentlichung: 3. April 2020 feat. Aitana                         |
| 2021 | Vuelve, vuelve 20 años contigo                                         | — | — | — | — | ES76 Platin · (16 Wo.)ES | Erstveröffentlichung: 16. April 2021 feat. Danna Paola                   |
| 2021 | Dos veces 20 años contigo                                              | — | — | — | — | ES79 Platin · (3 Wo.)ES | Erstveröffentlichung: 23. Juni 2021 feat. Luis Fonsi                     |
| 2022 | A contracorriente The Best of 2015–2022                                | — | — | — | — | ES43 ×2Doppelplatin · (23 Wo.)ES | Erstveröffentlichung: 14. Januar 2022 mit Alvaro Soler                   |
| 2022 | Tú me delatas –                                                        | — | — | — | — | ES— GoldES | Erstveröffentlichung: 14. Juli 2022                                      |
| 2023 | Ajedrez Me siento vivo                                                 | — | — | — | — | ES96 Platin · (1 Wo.)ES | Erstveröffentlichung: 16. Februar 2023                                   |
| 2023 | Ay, Ay, Ay Me siento vivo                                              | — | — | — | — | ES— GoldES | Erstveröffentlichung: 25. Juni 2023                                      |
| 2024 | Todo es posible en navidad                                             | — | — | — | — | ES12 (3 Wo.)ES | Erstveröffentlichung: 24. Oktober 2024                                   |
| Folgende Lieder erschienen nicht als Single, wurden aber durch das Album zum Download und Streaming bereitgestellt und konnten somit eine Platzierung erlangen: |                                                                        | | | | | |                                                                          |
| |                                                                        | | | | | |                                                                          |
| 2023 | Caminando por la vida 20 años sin noticias                             | — | — | — | — | ES65 (1 Wo.)ES | mit Melendi                                                              |
| 2024 | El burrito sabanero Todo es posible en navidad                         | — | — | — | — | ES9 (4 Wo.)ES |                                                                          |
| 2024 | Los peces en el río Todo es posible en navidad                         | — | — | — | — | ES62 (1 Wo.)ES |                                                                          |

### Als Gastmusiker
| Jahr | Titel Album                             | Höchstplatzierung, Gesamtwochen, AuszeichnungChartplatzierungen (Jahr, Titel, Album, Platzierungen, Wochen, Auszeichnungen, Anmerkungen) | Höchstplatzierung, Gesamtwochen, AuszeichnungChartplatzierungen (Jahr, Titel, Album, Platzierungen, Wochen, Auszeichnungen, Anmerkungen) | Höchstplatzierung, Gesamtwochen, AuszeichnungChartplatzierungen (Jahr, Titel, Album, Platzierungen, Wochen, Auszeichnungen, Anmerkungen) | Höchstplatzierung, Gesamtwochen, AuszeichnungChartplatzierungen (Jahr, Titel, Album, Platzierungen, Wochen, Auszeichnungen, Anmerkungen) | Höchstplatzierung, Gesamtwochen, AuszeichnungChartplatzierungen (Jahr, Titel, Album, Platzierungen, Wochen, Auszeichnungen, Anmerkungen) | Anmerkungen                                                                        |
| Jahr | Titel Album                             | DE | AT | CH | Latin | ES | Anmerkungen                                                                        |
| --- | --------------------------------------- | --- | --- | --- | --- | --- | ---------------------------------------------------------------------------------- |
| 2008 | Hate That I Love You Good Girl Gone Bad | — | — | — | — | ES37 (2 Wo.)ES | Erstveröffentlichung: 28. April 2008 /Rihanna feat. David Bisbal                   |
| 2008 | Escándalo 50 años después               | — | — | — | — | ES41 (5 Wo.)ES | Raphael feat. David Bisbal                                                         |
| 2009 | Aquí estoy yo Palabras del silencio     | — | — | — | — | ES9 Gold · (30 Wo.)ES | Erstveröffentlichung: 12. Januar 2009 mit Luis Fonsi, Aleks Syntek & Noel Schajris |
| 2012 | No hay 2 sin 3 (Gol) 3 A.M.             | — | — | — | — | ES1 Gold · (23 Wo.)ES | Erstveröffentlichung: 10. Mai 2012 Cali y el Dandee feat. David Bisbal             |
| 2014 | Olvidé respirar Dual                    | — | — | — | — | ES27 Platin · (13 Wo.)ES | Erstveröffentlichung: 22. September 2014 India Martínez feat. David Bisbal         |
| Folgende Lieder erschienen nicht als Single, wurden aber durch das Album zum Download und Streaming bereitgestellt und konnten somit eine Platzierung erlangen: |                                         | | | | | |                                                                                    |
| |                                         | | | | | |                                                                                    |
| 2024 | Rueda El tiburón                        | — | — | — | — | ES20 Platin · (12 Wo.)ES | Rvfv feat. David Bisbal                                                            |

## Videoalben
| Jahr | Titel                                  | Höchstplatzierung, Gesamtwochen, AuszeichnungChartplatzierungen (Jahr, Titel, Platzierungen, Wochen, Auszeichnungen, Anmerkungen) | Höchstplatzierung, Gesamtwochen, AuszeichnungChartplatzierungen (Jahr, Titel, Platzierungen, Wochen, Auszeichnungen, Anmerkungen) | Höchstplatzierung, Gesamtwochen, AuszeichnungChartplatzierungen (Jahr, Titel, Platzierungen, Wochen, Auszeichnungen, Anmerkungen) | Höchstplatzierung, Gesamtwochen, AuszeichnungChartplatzierungen (Jahr, Titel, Platzierungen, Wochen, Auszeichnungen, Anmerkungen) | Höchstplatzierung, Gesamtwochen, AuszeichnungChartplatzierungen (Jahr, Titel, Platzierungen, Wochen, Auszeichnungen, Anmerkungen) | Anmerkungen                             |
| Jahr | Titel                                  | DE | AT | CH | Latin | ES | Anmerkungen                             |
| ---- | -------------------------------------- | --- | --- | --- | --- | --- | --------------------------------------- |
| 2005 | Todo por ustedes                       | — | — | — | — | ES1 ×3Dreifachplatin · (33 Wo.)ES                                                                                                 |                                         |
| 2011 | Acústico – Una noche en el teatro Real | — | — | — | — | ES1 ×3Dreifachplatin · (52 Wo.)ES                                                                                                 | Erstveröffentlichung: 5. Dezember 2011  |
| 2013 | Live at the Royal Albert Hall          | — | — | — | — | ES— PlatinES | Erstveröffentlichung: 2013              |
| 2015 | Tú y yo en vivo                        | — | — | — | — | ES2 Gold · (80 Wo.)ES | Erstveröffentlichung: 18. Dezember 2015 |

## Statistik

### Chartauswertung
|                     | DE    | AT    | CH    | US    | Latin       | ES     |
| ------------------- | ----- | ----- | ----- | ----- | ----------- | ------ |
| Nummer-eins-Alben   | DE—DE | AT—AT | CH—CH | US—US | Latin1Latin | ES8ES  |
| Top-10-Alben        | DE—DE | AT—AT | CH—CH | US—US | Latin4Latin | ES15ES |
| Alben in den Charts | DE1DE | AT1AT | CH3CH | US2US | Latin9Latin | ES15ES |

|                       | DE    | AT    | CH    | Latin        | ES     |
| --------------------- | ----- | ----- | ----- | ------------ | ------ |
| Nummer-eins-Singles   | DE—DE | AT—AT | CH—CH | Latin2Latin  | ES6ES  |
| Top-10-Singles        | DE1DE | AT1AT | CH1CH | Latin8Latin  | ES12ES |
| Singles in den Charts | DE2DE | AT1AT | CH2CH | Latin15Latin | ES27ES |

|                          | DE    | AT    | CH    | Latin       | ES    |
| ------------------------ | ----- | ----- | ----- | ----------- | ----- |
| Nummer-eins-Videoalben   | DE—DE | AT—AT | CH—CH | Latin—Latin | ES2ES |
| Top-10-Videoalben        | DE—DE | AT—AT | CH—CH | Latin—Latin | ES3ES |
| Videoalben in den Charts | DE—DE | AT—AT | CH—CH | Latin—Latin | ES3ES |

### Auszeichnungen für Musikverkäufe
| Goldene Schallplatte - Argentinien - 2003: für das Album Corazón latino - 2004: für das Album Buleria - Brasilien - 2024: für die Single A partir de hoy - Chile - 2018: für die Single A partir de hoy - Kolumbien - 2016: für die Single Antes que no - Mexiko - 2012: für das Album Acústico – Una noche en el teatro Real - 2014: für das Album Tú y yo - 2020: für das Album En tus planes - 2022: für die Single A partir de hoy - 2022: für die Single Buleria - 2022: für die Single Dígale - Peru - 2018: für die Single Perdón - Rumänien - 2015: für das Album Tú y yo - Venezuela - 2010: für das Album Sin mirar atrás | Platin-Schallplatte - Argentinien - 2014: für das Album Tú y yo - Europa - 2003: für das Album Corazón latino - 2004: für das Album Buleria - Mexiko - 2022: für das Album Sin mirar atrás - Zentralamerika - 2020: für das Album En tus planes 3× Goldene Schallplatte - Mexiko - 2018: für die Single Probablemente - 2022: für die Single Ave María 2× Platin-Schallplatte - Kolumbien - 2018: für die Single Perdón - Mexiko - 2022: für das Album Corazón latino - 2022: für die Single Diez mil maneras | 5× Goldene Schallplatte - Mexiko - 2022: für die Single Si tú la quieres 7× Goldene Schallplatte - Mexiko - 2022: für die Single Mi princesa 4× Platin-Schallplatte - Argentinien - 2020: für das Album En tus planes 6× Platin-Schallplatte - Chile - 2020: für das Album En tus planes Diamantene Schallplatte - Mexiko - 2022: für die Single A partir de hoy 2× Diamantene Schallplatte - Mexiko - 2022: für die Single Dígale |

Anmerkung: Auszeichnungen in Ländern aus den Charttabellen bzw. Chartboxen sind in ebendiesen zu finden.
| Land/RegionAuszeichnungen für Musikverkäufe (Land/Region, Auszeichnungen, Verkäufe, Quellen) | Gold       | Platin         | Diamant     | Verkäufe    | Quellen                                                   |
| -------------------------------------------------------------------------------------------- | ---------- | -------------- | ----------- | ----------- | --------------------------------------------------------- |
| Argentinien (CAPIF)                                                                          | 2× Gold2   | 5× Platin5     | —           | 150.000     | capif.org.ar AR2                                          |
| Brasilien (PMB)                                                                              | Gold1      | —              | —           | 20.000      | pro-musicabr.org.br                                       |
| Chile (IFPI)                                                                                 | Gold1      | 6× Platin6     | —           | 120.000     | Einzelnachweise                                           |
| Europa (IFPI)                                                                                | —          | 2× Platin2     | —           | (2.000.000) | ifpi.org (Memento vom 1. Januar 2014 im Internet Archive) |
| Kolumbien (ASINCOL)                                                                          | Gold1      | 2× Platin2     | —           | 25.000      | Einzelnachweise                                           |
| Mexiko (AMPROFON)                                                                            | 10× Gold10 | 12× Platin12   | 3× Diamant3 | 2.015.000   | amprofon.com.mx                                           |
| Peru (UNIMPRO)                                                                               | Gold1      | —              | —           | 3.000       | Einzelnachweise                                           |
| Rumänien (UFPR)                                                                              | Gold1      | —              | —           | 2.000       | Einzelnachweise                                           |
| Spanien (Promusicae)                                                                         | 12× Gold12 | 71× Platin71   | —           | 4.960.000   | elportaldemusica.es promusicae.es                         |
| Venezuela (APFV)                                                                             | Gold1      | —              | —           | 15.000      | Einzelnachweise                                           |
| Vereinigte Staaten (RIAA)                                                                    | Gold1      | 4× Platin4     | —           | 270.000     | riaa.com                                                  |
| Zentralamerika (CFC)                                                                         | —          | Platin1        | —           | 10.000      | Einzelnachweise                                           |
| Insgesamt                                                                                    | 31× Gold31 | 103× Platin103 | 3× Diamant3 |             |                                                           |